# 佐田村
佐田村（さだむら）は、大分県宇佐郡にあった村。現在の宇佐市安心院町佐田を中心とした区域にあたる。

## 沿革
- 1889年4月1日 - 町村制施行に伴い、佐田村、塔尾村、大見尾村、矢津村、笹ケ平村、古川村、内川野村、山蔵村、房ケ畑村、且尾村、矢崎村、久井田村、広谷村、口ノ坪村が合併して宇佐郡佐田村が成立。
- 1955年1月1日 - 安心院町、深見村、津房村、および駅川村の一部（大字熊・正覚寺の各一部、同平ケ倉の全部）と合併して安心院町となり消滅。

## 大字
- 佐田（さだ）
- 塔尾（とうのお）
- 大見尾（おおみお）
- 矢津（やづ）
- 笹ケ平（ささがひら）
- 古川（ふるかわ）
- 内川野（うちがわの）
- 山蔵（やまぞう）
- 房ケ畑（ぼうがはた）
- 且尾（かつお）
- 矢崎（やざき）
- 久井田（くいだ）
- 広谷（ひろたに）
- 口ノ坪（くちのつぼ）

## 交通

### 鉄道
村内には通っていなかった。日本国有鉄道日豊本線立石駅が最寄りであった。